# Uthiramerur
Uthiramerur là một thị xã panchayat của quận Kancheepuram thuộc bang Tamil Nadu, Ấn Độ.

## Nhân khẩu
Theo điều tra dân số năm 2001 của Ấn Độ, Uthiramerur có dân số 23.653 người. Phái nam chiếm 50% tổng số dân và phái nữ chiếm 50%. Uthiramerur có tỷ lệ 67% biết đọc biết viết, cao hơn tỷ lệ trung bình toàn quốc là 59,5%: tỷ lệ cho phái nam là 76%, và tỷ lệ cho phái nữ là 59%. Tại Uthiramerur, 11% dân số nhỏ hơn 6 tuổi.